# Тупак Амару II
Тупак Амару II, справжнє ім'я Хосе Габріель Кондорканкі Ногера (ісп. Túpac Amaru II, José Gabriel Condorcanqui Noguera; 19 березня 1738, Тінта — 18 травня 1781, Куско) — американський революціонер, організатор і керівник повстання корінних народів проти іспанських колоніальних властей в Перу. Ім'я узяв на честь індіанського вождя Тупака Амару. Попри те що повстання не увінчалося успіхом, став символом звільнення Перу від іспанського панування.

## Біографія
Тупак Амару II народився в селі Сурімана провінції (коррехім'єнто) Тінта, неподалік від міста Куско, при народженні отримавши іспанське ім'я Хосе Габріель Кондорканкі. Його прадід по чоловічій лінії був сином доньки останнього Сапа Інки Тупака Амару I. Село Сурімана разом із двома іншими населеними пунктами (Пампамарка і Тунгасука) входило у спадкове володіння (касіказго) сімейства Тупак Амару. Освіту він здобув у спеціальному єзуїтському коледжі для дітей індіанської знаті і касиков. З коледжу він вийшов зі знанням іспанської та латинської мов. З його невпинним прагненням до самоосвіти це дозволило йому стати одним з найбільш культурних людей свого часу, що визнавали згодом навіть його вороги. Після смерті свого старшого брата Хосе Габріель Кондорканкі став спадкоємцем титулу і родових земель. Вступивши у володіння касіказго, він зайнявся торгівлею, став часто бувати в Лімі й Куско та підтримувати контакти з різними групами населення віце-королівства Перу і Ла-Плата.
У 1758 році одружився з Мікаелею Бастідас Пуюкауа, перуанкою афро-індіанського походження.
Хосе Габріель Кондорканкі рано залишився без батьків, отримав у спадок стадо мулів і коней, після чого зайнявся перевезенням товарів. Перевозячи цукор, вино і багато інших товарів заробив статок і отримав певну вагу в суспільстві, але через його заняття іспанці зневажливо називали його «погоничем».
Серед корінного населення Перу авторитет Хосе Габріеля Кондорканкі все більше зростав, у ньому бачили не лише свого одноплемінника, але й лідера, здатного змінити ситуацію. Куди б він не приїжджав, скрізь індіанські вожді проявляли до нього повагу і багато людей визнавали в ньому спадкоємця Тупака Амару. Саме тоді, на думку деяких істориків, у нього визрів план збройного повстання.

## Повстання

### Початок повстання
4 листопада 1780 Тупак Амару II, перебуваючи на обіді, організованому священиком, з декількома помічниками викрав чиновника колоніальної влади Антоніо де Аріху. Його вивезли в будинок одного з індіанських вождів у Тунгасуку, де примусили підписати важливі документи, у тому числі й до скарбника міста Тінта з проханням відправити всі гроші, зброю і мулів, що знаходяться в його розпорядженні, в Тунгасуку. Скарбник, вирішивши, що мова йде про напад піратів або бандитів, послав повстанцям зброю і гроші.

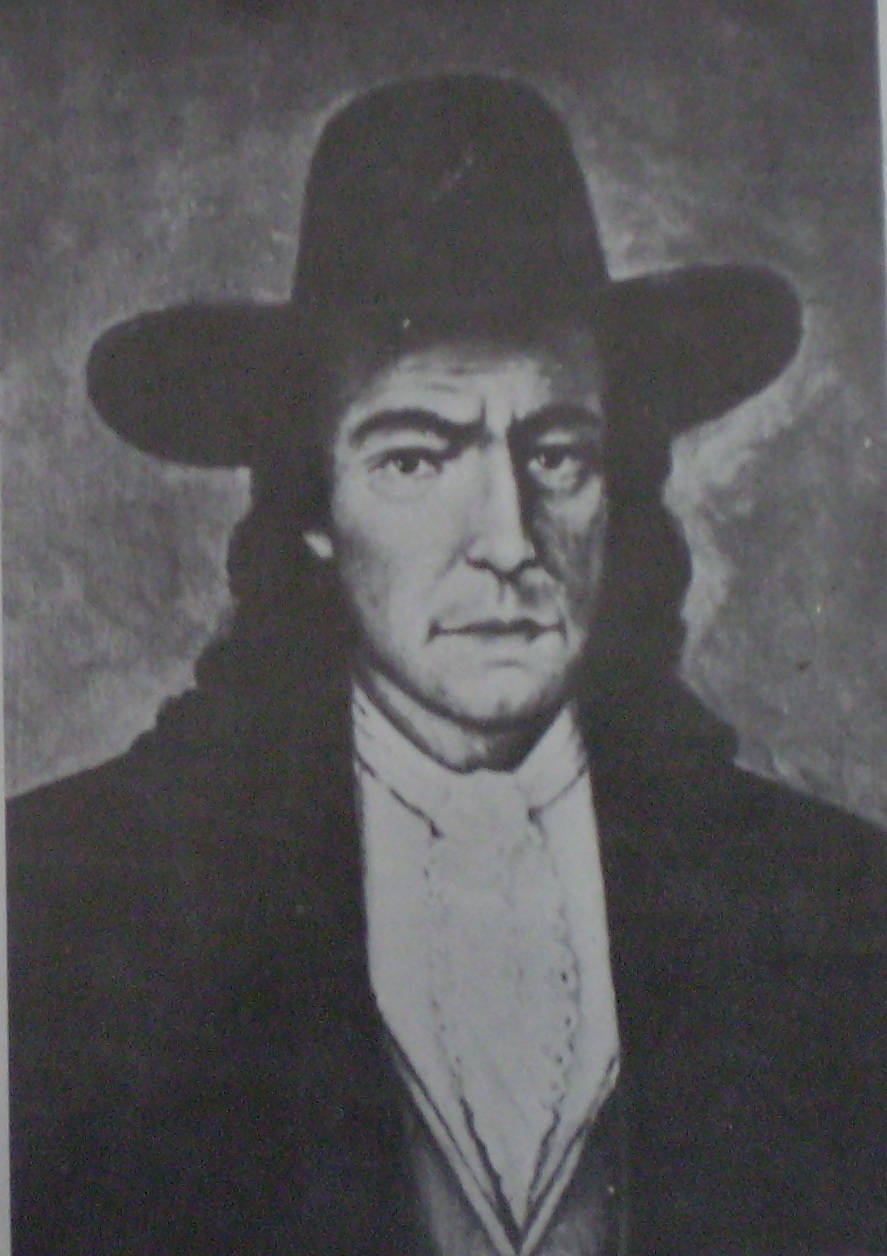

10 листопада на центральній площі був зачитаний підроблений документ від імені іспанського короля, за яким Антоніо де Аріху визнавався державним злочинцем за багаторічне пригнічення корінного населення Перу, після чого Антоніо де Аріху був повішений. Також від імені іспанського короля був зачитаний підроблений указ, що скасовував усі податки й повинності, покладені на корінне населення. Незабаром повстанцями були захоплені ще кілька сусідніх міст, де також від імені короля зачитувалися підроблені укази. Армія повстанців до того моменту налічувала близько 6 тисяч вояків.
У Куско іспанська влада запанікувала, бачачи розмах повстання, і стала спішно збирати армію. Іспанці зібрали близько 1500 солдатів, серед яких були й вірні короні індіанці, й направили війська назустріч повстанцям. Битва відбулася біля містечка Сангарара і закінчилося впевненою перемогою повсталих на чолі з Тупаком Амару II. У битві загинуло 578 іспанців; число загиблих індіанців невідомо, але серед повстанців також були великі втрати. Бій показав, що Тупак Амару не в змозі повністю контролювати індіанців, які по-звірячому катували і стратили захоплених іспанців, в той час як він для розвитку став шукати підтримки у креольського населення Перу. Індіанці все більше виходили з-під контролю Тупака Амару і вбивали будь-яких неіндіанців, будь то білі, метиси або негри. Після цього креоли Куско, що підтримували Тупака Амару II, поміняли свою думку і стали спільно з іспанцями готувати оборону міста.
Тупак Амару II обложив Куско, але, не зумівши з першого штурму взяти місто, відступив до Тінто, побоюючись підкріплення до обложених з Ліми. Цим маневром він втратив ініціативу, і підкріплення з Ліми виключило можливість захоплення Куско. Зазнавши декілька поразок, він був оточений між містами Тінта і Сангарара і після зради двох вищих офіцерів, полковника Вентури Ландаети і капітана Франсиско Круса, був з рештою прихильниками захоплений у полон.

### Полон і страта

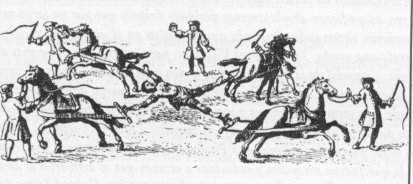
Страта Тупака Амару II

Розправа з Тупаком Амару II була більш ніж жорстокою: за вироком іспанського суду його слід було волочити по землі до місця страти. На його очах стратили його дружину Мікаелу Бастідас Пуюкахуа, сина Іполіто і найближчого його соратника, брата дружини Антоніо Бастідас. До смерті був також засуджений 12-річний син Тупака Амару II Фернандо, але його вирок був змінений на тюремне ув'язнення, і решту життя він провів у в'язниці в Іспанії. Також на його очах були страчені найближчі його послідовники і соратники, після чого там же, на головній площі Куско, де більше двохсот років тому був страчений його предок Тупак Амару, стратили самого Хосе Габріеля Тупак Амару II. Спочатку йому був вирваний язик, потім його збиралися четвертувати, але за свідченням очевидців коні дуже довго не могли розірвати його тіло, і за наказом один з катів обезголовив Тупака Амару і тільки потім четвертував.

## Наслідки повстання
Хоча Тупак Амару II і був страчений, підняте ним повстання тривало ще два роки. Іспанці жорстоко придушували різні випадки непокори, але це призводило лише до нових конфліктів. Більше того, повстання спалахували не тільки в Перу, а поширилися по всіх колоніях Південної Америки. Так, наприклад, один із послідовників Тупака Амару II на 109 днів узяв в облогу місто Ла-Пас, яку вдалося зняти тільки із застосуванням величезної кількості військ і засобів. Із застосуванням страхітливого терору і репресій, ціною величезних зусиль іспанцям все ж вдалося придушити повстання, після чого ними було вирішено повністю знищити залишки індіанської культури. Була винищена майже вся індіанська аристократія, заборонено спадкування титулів вождів і були знищені всі символи їх влади, також були заборонені багато елементів національного одягу інків. Індіанців намагалися змусити розмовляти тільки іспанською мовою.
Повстання Тупака Амару намітило для південноамериканських колоній шлях до незалежності. Згодом він став символом революційної боротьби в Латинській Америці. Вже через сорок років після повстання в Південній Америці почалася війна за незалежність.